# T-100 LT
Le T-100 aussi appelé « Izdelie 64992 » (« produit 64992 ») ou VNII-100 du nom de l'usine créatrice (VNIITransmash), est un projet de char léger.

## Histoire et conception
Au début des années 1960, un projet d'un nouveau char léger aéroporté est décidé, en 1964 les travaux ont commencé. Les travaux sont confiés à l'usine VNII-100 et l'usine GSKB-47 pour son armement. La supervision du projet a été donnée à L.S. Troyanov..

## Descriptions techniques

### Caisse et tourelle
La caisse est constituée de plaques d'acier laminées soudées. La plaque supérieure avant est de 90 mm à 68°, la plaque inférieure 40 mm à 55°. Les flancs sont blindés à 40 mm et l'arrière 8 à 15 mm.
La tourelle également constituée de plaques d'acier laminées soudées blindée, l'avant de la tourelle est blindé à 155 mm à 30° (soit 178 mm effectif), les flancs à 40 mm, le toit de la tourelle est blindé  de 10 à 16 mm.

### Armement
L'armement principal du T-100 est son canon T-100 de 100 mm, disposant de deux types d'obus différents, des obus à charge creuse pesant de 1.2 à 3.2 kilogrammes (utilisant le principe de Munroe) d'une portée de 1200-1360 m et d'une pénétration de 350 à 400 mm. Leur vélocité initiale était de 790 m/s jusqu'à 1200 m/s. 
De plus il disposait d'obus hautement explosifs, d'une masse totale de 12 kilogrammes et d'une charge explosive de 2 kilogrammes. Une vélocité évaluée à 460 m/s et d'une portée maximale de 7200 mètres.
Il était équipé de différents râteliers de munitions, disposés à l'avant sur le plancher de la caisse et dans l'arrière de la tourelle, ce dernier est semi-automatique avec un carrousel pouvait contenir 6 obus.
Il était muni d'un lance-missiles anti-chars 9M14 Maluytka avec 5 à 6 missiles transportés.
Il était également armé d'une mitrailleuse E-2T ou SGMT de 7,62 mm avec 2000 cartouches.

### Mobilité

#### Moteur
Le moteur du T-100 aurait dû être un moteur 4 temps diesel 6 cylindres en V de modèle UTD-20 fabriqué par S-10 (Barnaoultransmash (ru)), d'une puissance de 300 ch.

#### Suspension
La suspension à barres de torsion est quasiment la même que celle des BMP-1. Elle est composée de chaque côté de 7 galets porteurs, d'un galet motrice à l'arrière, ainsi que de 5 galets de support dont le premier à l'avant de diamètre plus important. Des amortisseurs hydrauliques sont installés sur les galets 1 et 7. L'idée que ce char soit amphibie a été annulée à cause notamment de son profil trop bas et sa taille trop petite.